# Henri Coutheillas

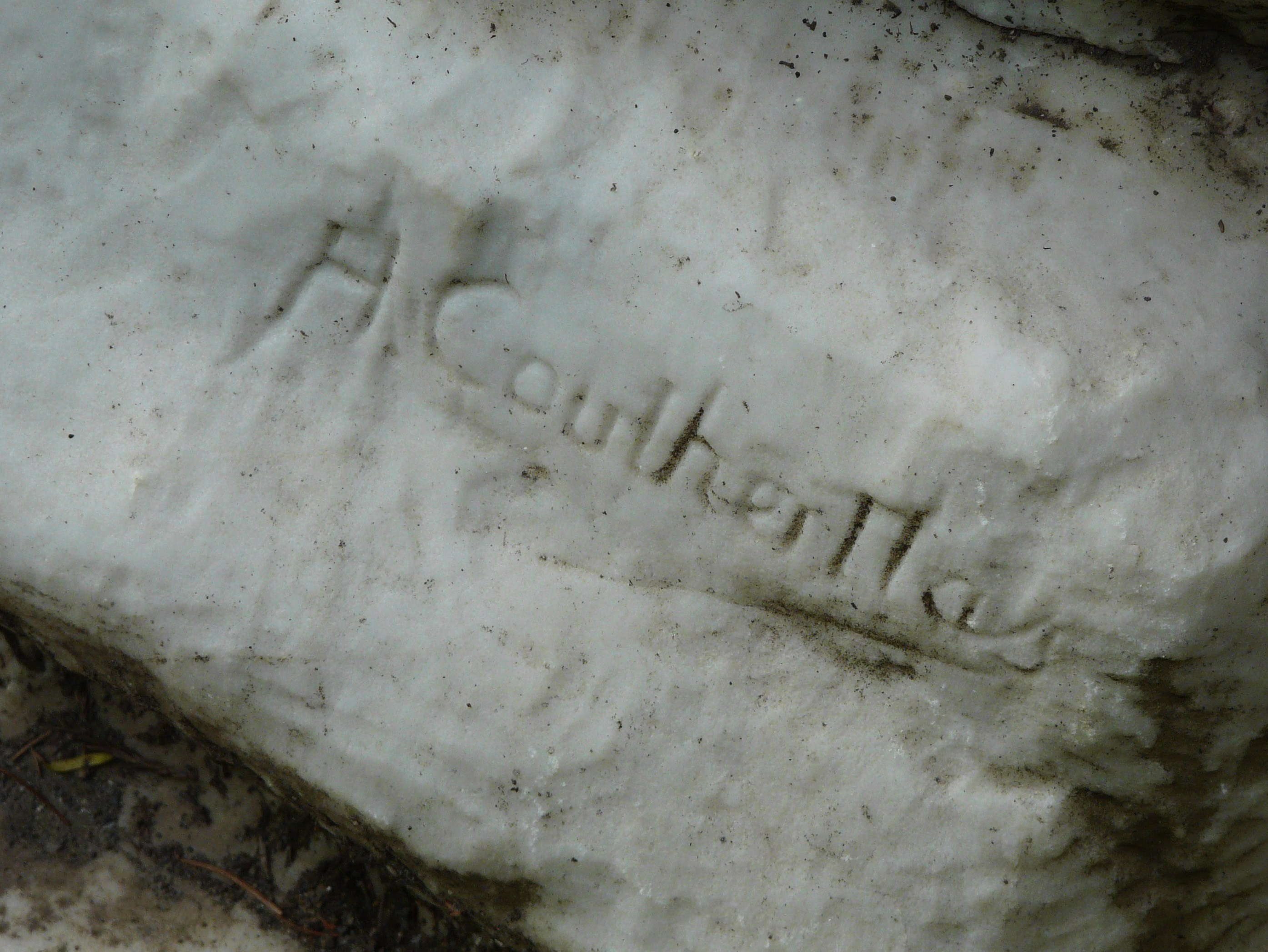
Firma del escultor

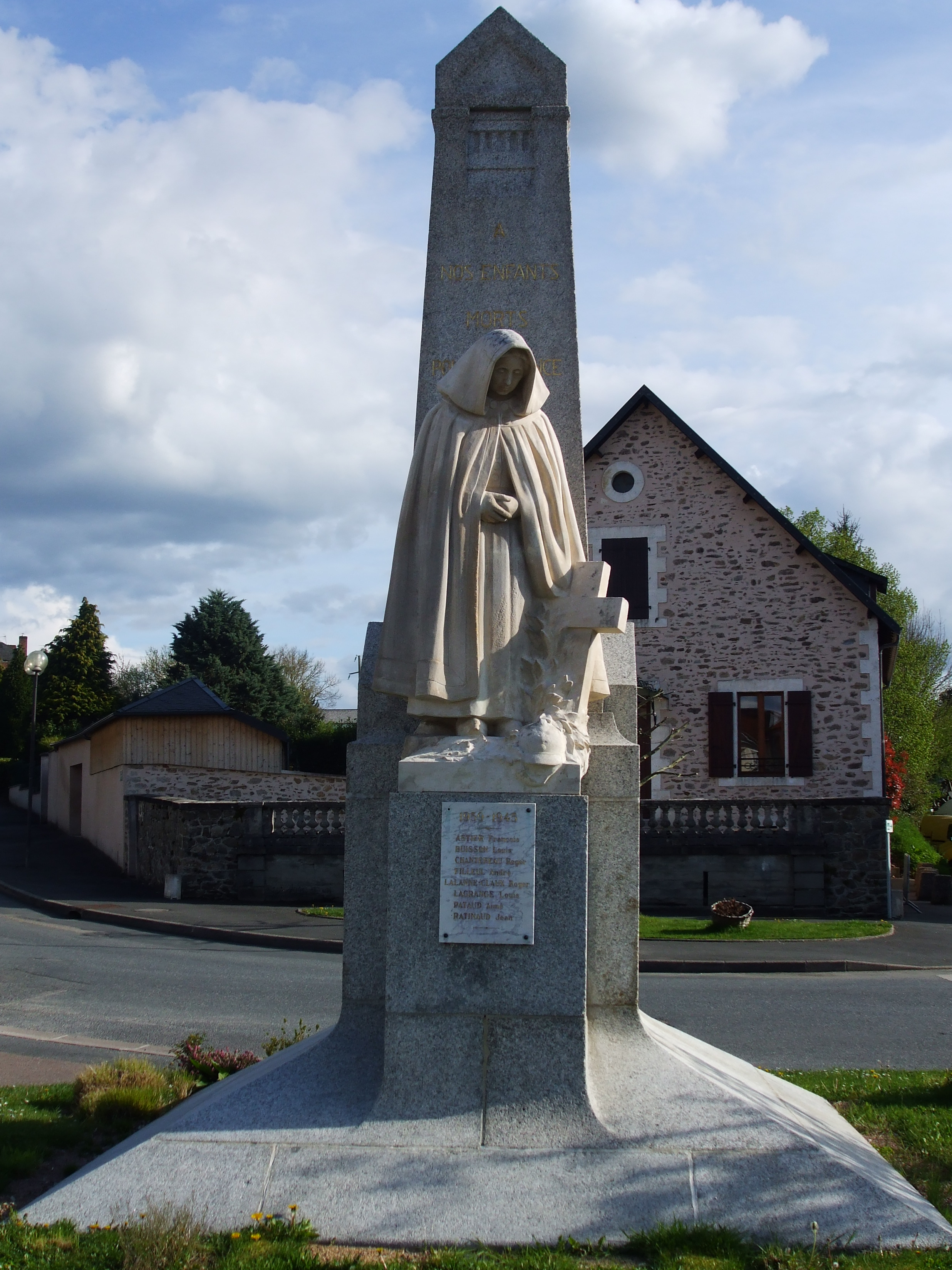
Monumento a los muertos de Châlus

Henri Coutheillas (1862-1927) , fue un escultor nacido en Limoges, en la región de Lemosín, Francia.

## Datos biográficos
Nacido en la ciudad de Limoges, durante el año 1862.
Dedicado a la escultura , principalmente la talla de piedra.
Participó en el Salón de la Sociedad de los artistas franceses de 1900, con la escultura titulada "El roble y el junco - en francés: Le chêne et le roseau", basada en el poema de Jean de La Fontaine.
Tras la Primera Guerra Mundial realizó numerosos Memoriales de Guerra.
En 1923 se inauguraron dos de sus esculturas, que forman parte de sendos monumentos a los muertos en Guéret y Châlus .
Falleció en 1927 a los 66 años.

## Obras
Entre las mejores y más conocidas obras de Henri Coutheillas se incluyen las siguientes:
- La escultura del Memorial de la Guerra de Confolens en Charente.

- La escultura del monumento a los muertos de Guéret en Creuse, de inspiración pacifista , fue inaugurado el 1 de julio de 1923 . Jean Lagrue fue el arquitecto. representa una mujer llorando.[2]

- La escultura del monumento a los muertos de Châlus en Haute-Vienne, de estilo clásico pacifista. Inaugurado el domingo 21 de octubre de 1923, Elie Berteau fue el arquitecto.

- La escultura de la Chêne y la de Roseau en el Jardín Orsay de Limoges en Haute-Vienne .

- El beso en la fuente - Le Baiser à la Source, instalada en los jardines del Palacio del Elíseo en París .

- Muchos monumentos de guerra en Haute-Vienne , incluidos los de Bellac y Dorat .

- El medallón del pintor Jean-Baptiste Camille Corot del sitio Corot en Saint-Junien .

- Figura alegórica de La República, en el edificio de la Prefectura de Limoges.[3]

- Busto de François Chénieux, en la casa de François Chénieux en La Souterraine, Creuse[4]

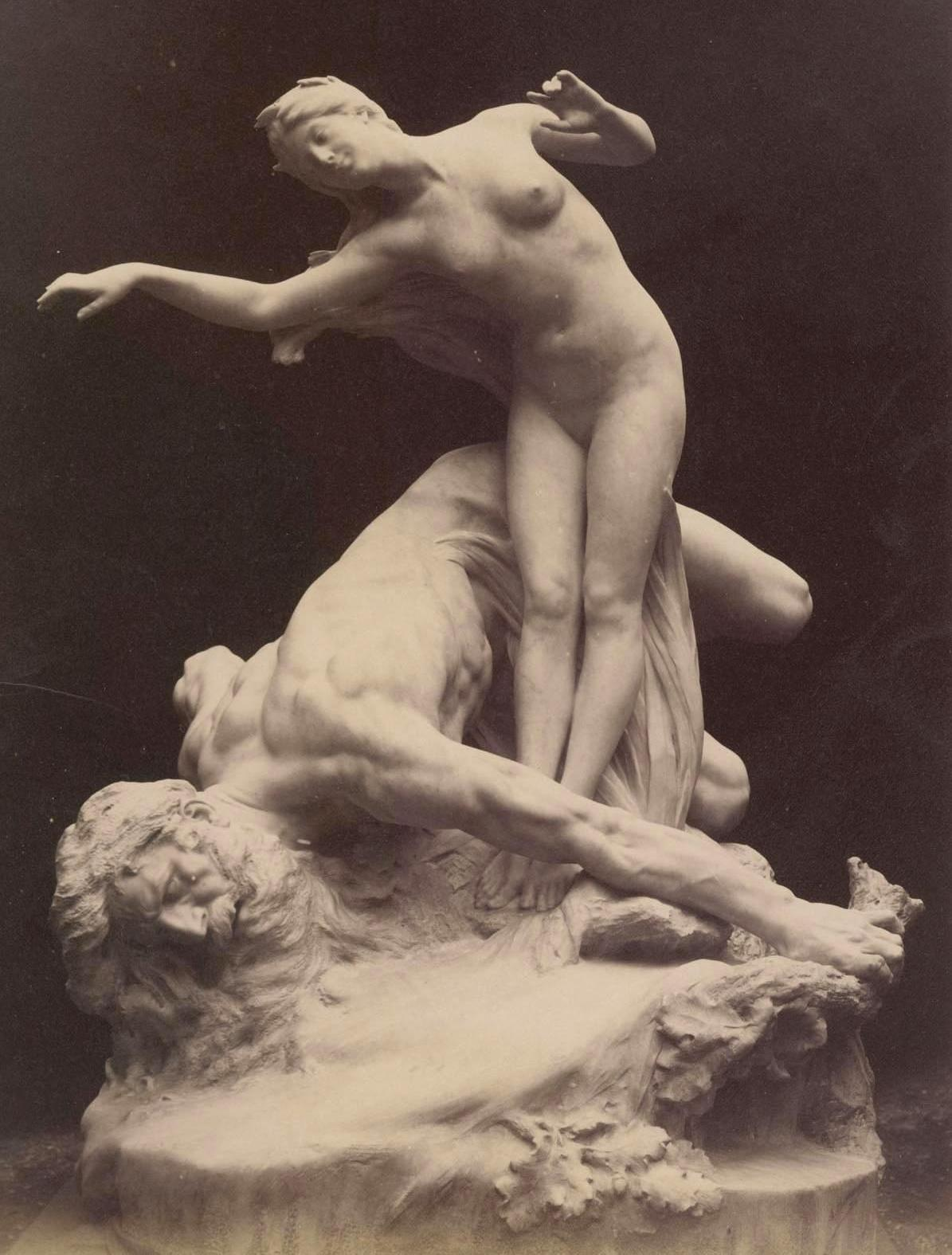
La fábula de la Encina y la caña de La Fontaine, Jardin d'Orsay, Limoges 1900
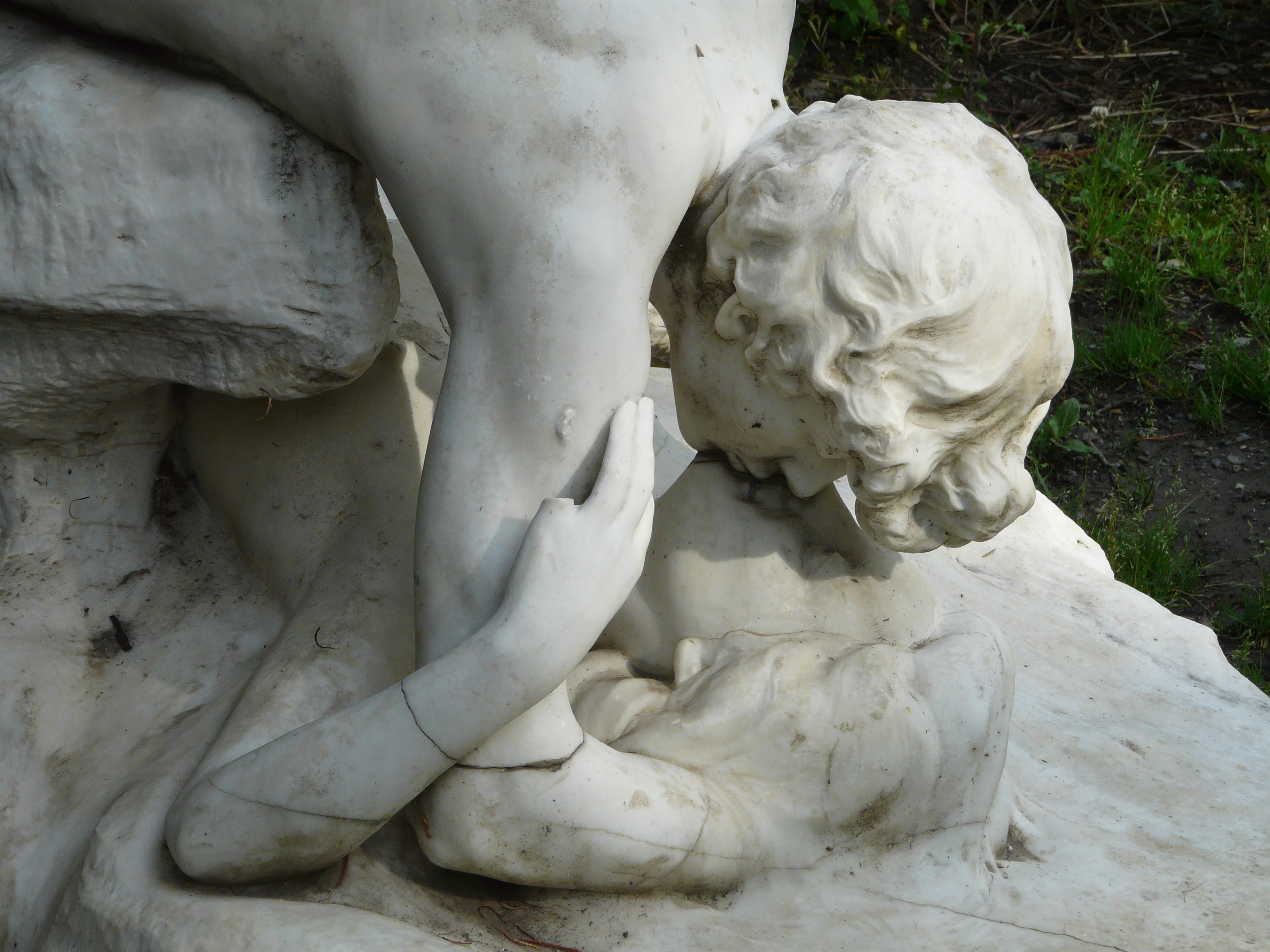
Baiser à la source
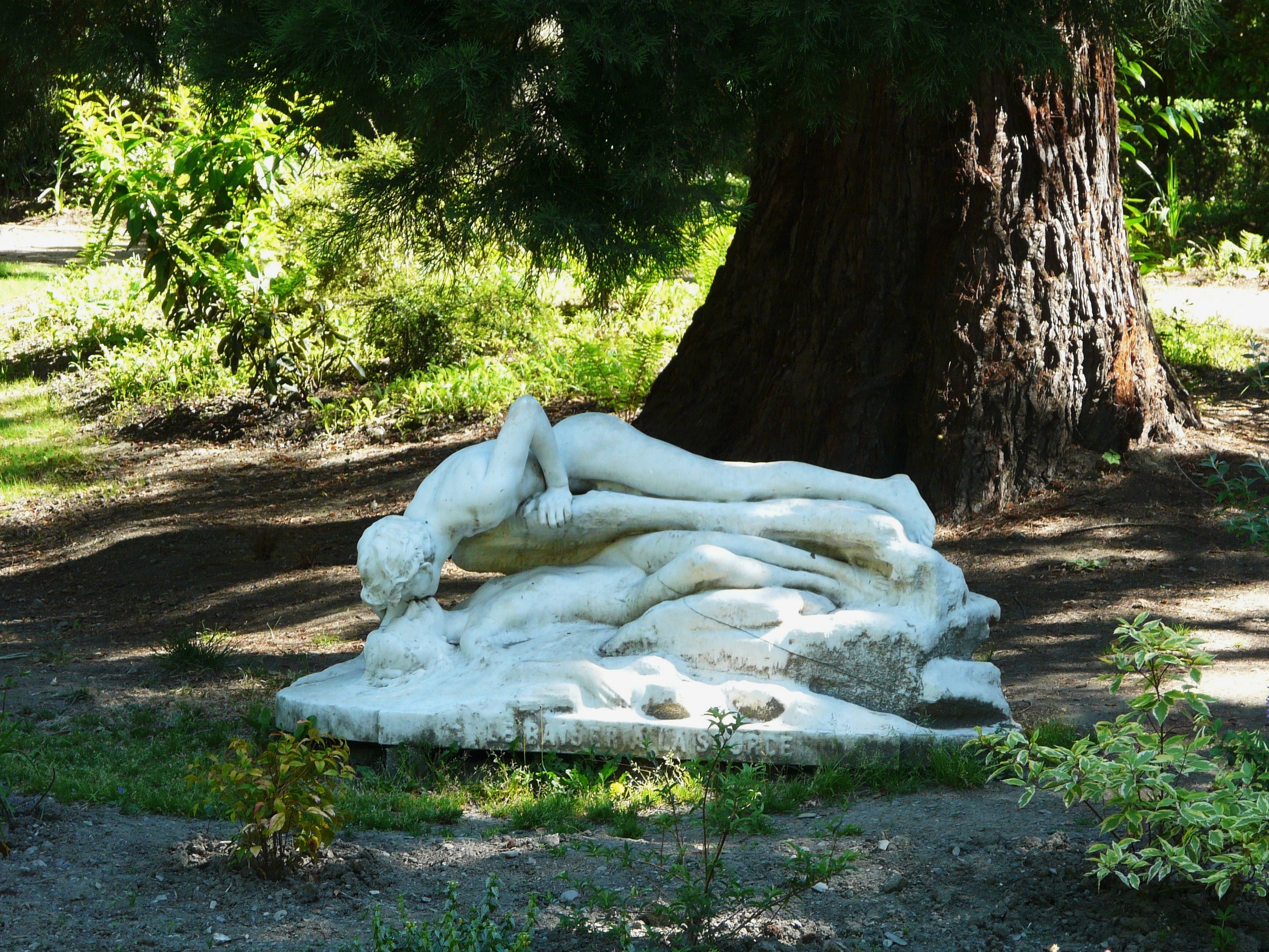
El beso en la fuente, parque del casino de Bagnères-de-Luchon, Haute-Garonne, France.